# Páez (Boyacá)
Pour les articles homonymes, voir Páez.
Páez est une municipalité située dans le département de Boyacá, en Colombie.